# La Pala (Buenos Aires)
La Pala (parfois appelée Francisco Murature) est une localité dans la province de Buenos Aires, en Argentine. Elle est située dans le partido d'Adolfo Alsina.

## Géographie
La Pala se situe à 503 km au sud-ouest de Buenos Aires et à 78 km au nord-ouest de Carhué, chef-lieu du partido. La localité est proche de la frontière entre la province de Buenos Aires et la province de La Pampa (environ 1,5 km). Aucun cours d'eau ne traverse La Pala.

### Transports
La localité est reliée à Carhué par le chemin provincial secondaire 001-01, et à Villa Maza par le chemin provincial secondaire 001-07. La Pala disposait d'une liaison ferroviaire avec Catriló et Rivera par le Chemin de fer Domingo Faustino Sarmiento (ligne Huinca Renancó-General Pico-Catriló-Darregueira).

## Toponymie
La Pala signifie « la pelle » en espagnol et provient d'une exploitation agricole voisine. La localité est aussi appelée Francisco Murature du nom du possesseur originel des terrains sur lesquels elle a été bâtie[réf. nécessaire].

## Histoire
L'histoire de La Pala commence en 1882 lors de la vente de 20 000 ha de terrains à Francisco Murature. Il fit don d'une partie de ses terres pour la création d'une gare inaugurée en 1907, sous le nom de L. Garro. Le 8 octobre 1907, la gare prit le nom de Murature et Garro devint le nom d'une autre gare établie sur des terrains donnés par Francisco Murature. En 1979, cette date a été choisie comme date de fondation officielle de La Pala. Depuis 1904, des colons dirigés par Don Joaquín Migliore s'étaient installés pour pratiquer l'agriculture, et le lieu où ils s'établirent, à 3 km de la gare, prit le nom de Francisco Murature ou La Pala. Après la fermeture de la gare, dans les années 1970, et plus tard de la liaison ferroviaire, la localité perdit sa délégation municipale et une partie importante de sa population[réf. nécessaire].

## Population et société
La Pala comptait 27 habitants en 2010, représentant une légère augmentation par rapport à sa population de 25 habitants en 2001. On enregistrait 80 habitants en 1991 et le village avait droit à sa propre délégation municipale. Aujourd'hui il dépend de celle de Villa Maza, représentée par Fernando Volpe.
On trouve une petite école et un petit parc pour enfants à La Pala. Il y a aussi une chapelle catholique dédiée à San Raúl (Saint Raoul) et un petit ermitage. Une grande partie des services de la localité ont fermé durant les années 1980 et 1990 avec la chute de la population.

## Économie
L'économie de La Pala est principalement agricole. Avant la fermeture de la gare, les agriculteurs exportaient leurs produits par voie ferroviaire vers les centres urbains voisins.

## Sports

### Football
On trouve un club de football à La Pala : le Club Atlético Murature.

## Patrimoine culturel et touristique
- Place San Martín, au centre du village.
- Ancienne gare de la localité, inaugurée en 1907.
- Chapelle San Raúl (Saint Raoul).